# Wangzi Chao
 (novembre 2024).
Si vous disposez d'ouvrages ou d'articles de référence ou si vous connaissez des sites web de qualité traitant du thème abordé ici, merci de compléter l'article en donnant les références utiles à sa vérifiabilité et en les liant à la section « Notes et références ».
Wangzi Chao (王子朝) (mort en -505 ou -504) de son nom personnel Ji Chao (姬朝), était un prince de sang de la dynastie Zhou.

## Course à la succession du roi Jing
Quand le roi Jing est mort, il n'y avait pas d'héritier désigné ce qui plongea la famille royale dans une crise de succession. Le candidat favori à la succession, pour les seigneurs féodaux et les courtisans, était le prince Gai. Mais les trois hauts ministres, avaient eux un autre candidat; le prince Meng. Finalement, ce furent les trois hauts ministres, les ministres les plus puissants qui décidèrent que le prochain roi serait le prince Meng. Cette décision ne fit pas l'unanimité et fut hautement contestée surtout par le prince Chao. Ce dernier, s'appuyait entre autres sur les dernières volontés que son père avait exprimées avant de mourir, de le voir lui succéder. Or les dernières volontés du roi Jing, furent superbement ignorées par son conseil des ministres.

## Intrigues et assassinat du roi Dao
Le prince Chao, mécontent de la décision d'élever son frère le prince Meng à la dignité royale, commença à chercher des appuis. Il en trouva notamment chez le duc Zhuang de Shao (le duc Zhuang étant décédé au cours de l'année -520, il allait être remplacé entretemps par son fils, le duc Jian de Shao, en -520, tant comme duc que comme conspirateur), le comte de Mao et le duc Wen de Yin. Ensemble, ils ourdirent une conspiration pour faire disparaître le roi Dao et faire monter le prince Chao sur le trône. La conspiration se concrétisa le 12 novembre -520 avec l'assassinat du roi.

## Usurpation du trône
À la suite de l'assassinat du roi Dao en 520 av. J.-C., ce fut le prince Gai qui fut proclamé roi et non le prince Chao. Alors le prince Chao et complices firent un coup d'État pour lui permettre de s'emparer du trône. Il usurpa ainsi le trône, au détriment de son frère. Son frère le roi Jing, sentant sa vie menacée, s'enfuit alors vers le duché de Lu, puis au pays de Jin.

## Défaite et exil
Son frère le roi Jing, avait beaucoup d'appuis chez les grands féodaux dont notamment le duc Ding de Jin, le duc Ding de Zheng, le duc Wen de Liu, le duc Wu de Dan, le vicomte Jian de Zhao (qui était à ce moment, avec le vicomte Wen de Zhi, un des véritables décisionnaires du pays de Jin) et le vicomte Wen de Zhi. Après plusieurs années d'inaction, le vicomte Jian de Zhao fit pression pour qu'une coalition prenne forme et aille reconduire le roi Jing à Luoyi. Finalement en -516, la coalition se décida à bouger et ramena le roi Jing sur le trône. Les troupes du prince Chao, ne pouvant pas espérer vaincre la coalition, furent vaincues. Le prince Chao, vaincu s'enfuit avec le comte de Mao et le duc de Yin, au pays de Chu, qui accepta de leur donner refuge. Malheureusement pour lui, un de ses alliés de première heure, le duc Jian de Shao, ne put s'enfuir et fut arrêté, puis exécuté. Son frère, le roi Jing, tenta également de le faire assassiner en envoyant quelqu'un au pays de Chu, dans ce but. Cependant, l'assassinat échoua.

## Retour et nouvelle usurpation du trône
Le prince Chao ne serait peut-être pas retourné sur le domaine royal des Zhou, si la guerre entre le pays de Wu et le pays de Chu ne l'avait pas rattrapé. En -505, sentant la situation se dégrader et s'étant enfui à Chu pour être hors d'atteinte de son frère, il dut s'enfuir de Chu, pour échapper aux forces d'invasion du pays de Wu. Il retourna avec la permission de son frère, sur le domaine royal, pensant que celui-ci avait été assez puni. Mais le prince Chao revint avec ses complices de la première heure, et une fois rentrés, ils recommencèrent à intriguer. Patiemment le prince Chao, reconstitua sa clique de partisans et renversa à nouveau son frère.

## Défaite finale et exécution
Encore une fois, le pays de Jin s'ingéra dans les affaires des Zhou et intervint en faveur du roi légitime. L'armée de Jin pénétra dans la capitale royale capturant le prince Chao et remettant le roi Jing sur le trône. Cette fois, le prince Chao ne put s'enfuir et fut exécuté.